# Операция «Рассвет»
Операция «Ра́ссвет» (также известная как операция «Вальфаджар-1») — иранское наступление во время ирано-иракской войны, проведенное 10 апреля 1983 года. Целью операции было захватить важное шоссе Багдад - Басра. Данная операция является дальнейшим развитием операции «Перед рассветом». В ходе битвы иранцы понесли серьезные потери и были вынуждены прекратить наступление, не достигнув своих изначальных целей.

## Битва
Операция началась в дождливый день, и иранцы думали, что облачный покров и плохая погода защитит их от иракских авианалетов. Однако как только облака рассеялись, Ирак провел более 150 авианалетов на силы Ирана, что привело к крайне серьезным потерям для атакующих иранцев. Из-за безрезультатных атак операцию остановили. После этого иракцы продолжали совершать авианалеты, но уже на крупные города Ирана как Дизфуль, Ахваз и Хорремшехр.